# L3Harris Technologies
L3Harris Technologies est une entreprise américaine de télécommunications, présente notamment dans le secteur de la défense. Elle est née en 2018 de la fusion entre Harris et L3 Technologies. L'entreprise qui employait 47 000 personnes faisait un chiffre d'affaires de 17,8 milliards de dollars en 2021. 
L3Harris Technologies se classait en 2023 au neuvième rang mondial pour la production d'armement.

## Historique
En octobre 2018, les sociétés Harris et L3 Technologies annoncent la fusion de leurs activités, pour créer un nouvel ensemble prenant le nom de L3Harris Technologies et employant 48 000 employés. 
En octobre 2022, L3Harris fait l'acquisition pour un montant de 1,96 milliard de dollars de Link 16 division de Viasat regroupant l'activité de télécommunications militaires. En décembre 2022, L3Harris fait l'acquisition d'Aerojet Rocketdyne pour la somme de 4,7 milliards de dollars. Aerojet Rocketdyne était le dernier fournisseur indépendant de systèmes de propulsion pour missiles tactiques. La société fabrique également les moteurs-fusées RS-25 propulsant le premier étage de la fusée géante SLS utilisée par le programme lunaire Artemis,.

## Activité
L'activité de L3Harris comprend trois secteurs d'activité :
- Les systèmes de mission intégrée représentant un chiffre d'affaires de 7 milliards de dollars fin 2021 qui comprend[9] :
  - les systèmes de collecte et d'analyse de données, de surveillance et de reconnaissance embarqués à bord d'aéronefs
  - Dans le domaine maritime des systèmes de production d'énergie, d'imagerie, de télécommunications, de collecte de données et de pilotage de drones.
  - Des capteurs infrarouges, de l'imagerie laser, et d'autres types de capteurs.
  - Des systèmes d'armement et des drones de défense pour l'aviation
  - Des simulateurs d'avion et de l'avionique
- Les systèmes aéroportés et spatiaux, qui représentent un chiffre d'affaires de 6 milliards de dollars fin 2021, comprennent[9] :
  - Des charges utiles, instruments pour satellites de reconnaissance, d'alerte avancée, de navigation (GPS), météorologiques.
  - Des capteurs, processeurs, électronique durcie, systèmes de largage et antennes pour l'aviation.
  - Des systèmes de surveillance de situation, des réseaux optiques et des solutions sans fil avancées
  - Des réseaux de télécommunications pour le contrôle aérien.
  - Des équipements de guerre électronique.
- Les systèmes de télécommunications représentant un chiffre d'affaires de 4,3 milliards de dollars fin 2021, comprennent[9] :
  - Des postes radio militaires à usage tactique et des réseaux de télécommunications pour le champ de bataille.
  - Des équipements de télécommunication mobiles sécurisés
  - Des systèmes intégrant le casque et l'armement.
  - Des radios et des équipements pour la sécurité civile et les communications professionnelles.